# 電リクワイド ザ・テレジオ
『電リクワイド ザ・テレジオ』（でんリク・ワイド・ザ・テレジオ）は文化放送の昼ワイド番組。放送時間は月曜日 - 金曜日 13:00 - 15:00。1985年10月7日から1987年4月3日まで放送した。

## 概要
パーソナリティは月岡逸弥（文化放送アナウンサー(当時)）と中西啓子（現：松田啓子。文化放送アナウンサー(当時)）が務めた。
「ザ・テレジオ」の名称は後時間帯の『沢竜二 ラジオ人間ド真中』（1985年度 下半期）『那智チャコ ハッピーフレンズ』（1986年度）にも冠せられていた。
1986年当時は、電話で情報を寄せたリスナーの中から毎日5名に当番組オリジナルのテレホンカードがプレゼントされていた。

## タイムテーブル
1986年 当時
- 13:00 - ザ・テレジオ
- 13:20 - ラジオ ショッピング
- 13:30 - しっかりコミュニケーション ／ 健康一口メモ
- 13:50 - 文化放送ニュース、天気予報、交通情報
- 14:00 - 和田アキ子のやじ馬交遊録
- 14:10 - なるほど・ザ・テレフォン
- 14:50 - 文化放送ニュース、天気予報、交通情報

## 備考
- 2022年2月11日 11:00 - 15:30に放送した文化放送 開局70周年記念 特別番組『文化放送クロニクル70』で、パーソナリティの水谷加奈（文化放送アナウンサー）とゲストの吉田照美が出演したパート（13時台 後半 - 14時台 前半）で「『やるMAN』の前って何ですか？」と言う水谷の質問に対して、吉田は「んー？ 『テレジオ』かな」と答えた。水谷は「あー、月岡さんと松田さんの毒にもならない様なあれ！」と返し、「お前 管理職として、よく そんな事 言えるな。恐ろしい。敗者に鞭打つ女だな（笑）」と吉田に窘められていた。